# オースティン・トラウト
オースティン・トラウト（Austin Trout、1985年9月18日 - ）は、アメリカ合衆国のプロボクサー。ニューメキシコ州ラスクルーセス出身。元WBA世界スーパーウェルター級レギュラー王者。現BKFCウェルター級王者。

## 来歴

### アマチュア時代
2004年、全米選手権にウェルター級(69kg)で出場し優勝する。ナショナル・ゴールデングローブに出場するが準決勝でダニエル・ジェイコブスに敗退する。アテネオリンピック国内予選選考会を勝ち抜くが、国内最終選考会でバネス・マーティロスヤンに敗退。
2005年、全米選手権に出場するが準決勝でデメトリアス・アンドラーデに敗退。

### プロ時代
2005年9月16日、プロデビュー。3回TKO勝ち。
2009年3月14日、マーティン・アヴィラとWBAインターナショナルスーパーウェルター級王座決定戦を行い、4回TKO勝ちを収め王座獲得に成功した。
2009年9月5日、パナマシティのアレナ・ロベルト・デュランにて、WBAフェデラテンスーパーウェルター級王者ニルソン・フリオ・タピアに挑戦。2-0の判定(106-102が2者、105-105)勝ちを収め王座獲得に成功した。
2009年11月5日、タロンゼ・ワシントンとWBCアメリカ大陸スーパーウェルター級王座決定戦を行い、12回3者ともフルマークを付けた判定(120-108)で勝利を収め王座獲得に成功した。
2010年9月10日、WBAからWBA世界スーパーウェルター級正規王者ミゲール・コットのスーパー王座認定に伴うWBA世界スーパーウェルター級レギュラー王座決定戦をWBA世界スーパーウェルター級暫定王者石田順裕とオースティン・トラウトとの間で行い、石田順裕 対 オースティン・トラウト戦の勝者はネルソン・リナレスと90日以内に対戦するよう対戦指令が出され、石田順裕 対 オースティン・トラウト戦の入札を同月21日にパナマシティで行うと指令を受けたが、同月24日にトラウト陣営が１試合待つことに同意した為、石田順裕 対 オースティン・トラウトの入札は中止となり、トラウトは石田順裕 対 リゴベルト・アルバレス戦の勝者と対戦することになった。
2011年2月5日、グアダラハラのアレナ・コリセオにて、WBA世界スーパーウェルター級レギュラー王座決定戦でリゴベルト・アルバレスと対戦し、3-0（3者共に119-108）の判定勝ちを収め王座を獲得した。
2011年6月11日、デビット・ロペスと対戦し、12回3-0（119-109、117-110、118-109）の判定勝ちを収め、初防衛に成功した。
2011年11月11日、エルパソのコーエン・スタジアムでフランク・ロポルト（オーストラリア）と対戦し、6回TKO勝ちを収め2度目の防衛に成功した。 
2012年6月2日、 ホーム・デポ・センター・テニスコートでデルヴィン・ロドリゲス（ドミニカ共和国）と対戦し、12回3-0（117-111、118-110、120-108）の判定勝ちを収め、3度目の防衛に成功した。
2012年12月1日、ニューヨークのマディソン・スクエア・ガーデンにて元WBA世界スーパーウェルター級スーパー王者のミゲール・コット（プエルトリコ）と対戦し、12回3-0（119-109、2者が117-111）の判定勝ちを収め、4度目の防衛に成功した。 
2013年4月20日、テキサス州サンアントニオのアラモドームでWBC世界スーパーウェルター級王者のサウル・アルバレス（メキシコ）と王座統一戦を行い、プロ初黒星となる12回0-3（112-115、111-116、109-118）の判定負けを喫し、WBA王座の5度目の防衛に失敗すると共にWBC王座の獲得にも失敗し、王座陥落した。
2013年12月7日、ニューヨークのバークレイズ・センターにてポール・マリナッジ対ザブ・ジュダーの前座で、WBA世界スーパーウェルター級暫定王者のエリスランディ・ララと対戦するも、12回0-3（109-118、2者が110-117）の判定負けを喫し王座返り咲きに失敗した。
2014年8月22日、カリフォルニア州テメキュラのペチャンガ・リゾート&カジノでPABAスーパーウェルター級スーパー王者のダニエル・ドーソンとスーパーウェルター級契約10回戦を行い、3回に2度ダウンを喫するも8回にダウンを奪い返し10回3-0（3者共97-90）の判定勝ちを収め再起を果たした。
2015年5月4日、同月9日にテキサス州ヒダルゴ郡イダルゴのステート・ファーム・アリーナでオマール・フィゲロア対リッキー・バーンズの前座でアンソニー・ムンディンと対戦する予定だったが、ムンディンがスパーリングで耳を負傷した状態でアメリカ行きの飛行機に乗り、フライト中に耳の状態が悪化したため欠場となった。
2016年5月21日、ザ・コスモポリタン内チェルシー・ボール・ルームでエリスランディ・ララVSバネス・マーティロスヤンの前座でIBF世界スーパーウェルター級王者のジャーモール・チャーロと対戦し、12回0-3（2者が112-116、115-113）の判定負けを喫し、王座獲得に失敗した。
2017年8月30日、トラウトがWBOに対し、2015年にWBO世界スーパーウェルター級の4位にランクされていたが、理由もなくいきなりランクを外され、リアム・スミスとの王座決定戦に出場する権利を奪われたとして、4000万ドル（約44億円）の訴訟を起こした。
2017年10月14日、バークレイズ・センターでIBF世界スーパーウェルター級王者のジャレット・ハードと対戦し、10回終了時TKO負けを喫し王座獲得に失敗した。
2018年6月9日、ロサンゼルスのステイプルズ・センターにてレオ・サンタ・クルスVSアブネル・マレス第2戦目の前座においてWBC世界スーパーウェルター級王者ジャーメル・チャーロと対戦し、12回判定負けを喫した。この試合でトラウトは25万ドル（約2700万円）、チャーロは75万ドル（約8100万円）のファイトマネーを稼いだ
2019年5月25日、ビロクシのボー・リヴァージュ・リゾート＆カジノにてテレル・ガーシャと対戦し、10R1-1引き分けとなった。
2021年8月13日、ドバイのアトランティス・ザ・パームにてアレハンドロ・ダビラと対戦し、10R3-0判定勝ち。
2022年11月17日、ベアナックル・ボクシングの団体Bare Knuckle Fighting Championshipと契約したことが発表された。
2023年2月17日、Bare Knuckle Fighting Championshipでデビュー戦を行い、総合格闘家で元UFC選手のディエゴ・サンチェスと対戦し、4RTKO勝ち。
2024年2月2日、BKFC-57においてルイス・パロミノと空位のBKFCウェルター級王座決定戦を行い、5回判定勝ちを収め王座獲得に成功した。

## 戦績
- アマチュアボクシング:206戦163勝42敗1分
- プロボクシング:40戦34勝(18KO)5敗1分

| 戦           | 日付           | 勝敗 | 時間     | 内容    | 対戦相手                         | 国籍           | 備考                                                   |
| ------------ | -------------- | ---- | -------- | ------- | -------------------------------- | -------------- | ------------------------------------------------------ |
| 1            | 2005年9月16日  | ☆    | 3R 1:43  | TKO     | フスト・アルマサン               | メキシコ       | プロデビュー戦                                         |
| 2            | 2005年12月10日 | ☆    | 1R 1:45  | TKO     | ジョシュ・パンキー               | アメリカ合衆国 |                                                        |
| 3            | 2006年2月4日   | ☆    | 3R 1:04  | TKO     | アンソニー・トーレス             | アメリカ合衆国 |                                                        |
| 4            | 2006年3月4日   | ☆    | 1R 2:59  | TKO     | ジェレミー・バーガー             | アメリカ合衆国 |                                                        |
| 5            | 2006年9月1日   | ☆    | 3R 0:56  | KO      | ジェリ・ペレス                   | アメリカ合衆国 |                                                        |
| 6            | 2006年9月29日  | ☆    | 1R       | TKO     | ダスティン・リリー               | アメリカ合衆国 |                                                        |
| 7            | 2006年12月15日 | ☆    | 2R 1:30  | KO      | カーディル・フィンレイ           | アメリカ合衆国 |                                                        |
| 8            | 2007年1月5日   | ☆    | 5R 2:21  | KO      | ラウル・ムニョス                 | アメリカ合衆国 |                                                        |
| 9            | 2007年4月27日  | ☆    | 6R       | 判定3-0 | フリオ・ペレス                   | アメリカ合衆国 |                                                        |
| 10           | 2007年5月25日  | ☆    | 6R       | 判定3-0 | アブディアス・カスティーリョ     | アメリカ合衆国 |                                                        |
| 11           | 2007年7月27日  | ☆    | 2R 0:46  | TKO     | ネルソン・エストピナン           | メキシコ       |                                                        |
| 12           | 2007年11月17日 | ☆    | 1R 1:17  | TKO     | ロデリック・マクゲリー           | アメリカ合衆国 |                                                        |
| 13           | 2007年12月21日 | ☆    | 6R       | 判定3-0 | エリック・ラファエル・エスキベル | メキシコ       |                                                        |
| 14           | 2008年5月2日   | ☆    | 2R 2:26  | TKO     | スティーブ・バーディン           | アメリカ合衆国 |                                                        |
| 15           | 2008年7月9日   | ☆    | 8R       | 判定3-0 | バイロン・タイソン               | アメリカ合衆国 |                                                        |
| 16           | 2008年11月20日 | ☆    | 3R 0:10  | TKO     | ブラッドリー・トンプソン         | アメリカ合衆国 |                                                        |
| 17           | 2009年3月14日  | ☆    | 4R       | TKO     | マルティン・アビラ               | メキシコ       | WBAインターナショナルスーパーウェルター級王座決定戦    |
| 18           | 2009年6月26日  | ☆    | 8R       | 判定3-0 | シャウン・ガーネット             | カナダ         |                                                        |
| 19           | 2009年7月31日  | ☆    | 8R       | 判定3-0 | マルコス・プリメラ               | ベネズエラ     |                                                        |
| 20           | 2009年9月5日   | ☆    | 11R      | 判定2-0 | ニルソン・フリオ・タピア         | コロンビア     | WBAフェデラテンスーパーウェルター級タイトルマッチ      |
| 21           | 2009年11月5日  | ☆    | 12R      | 判定3-0 | タロンズ・ワシントン             | アメリカ合衆国 | WBCアメリカ大陸スーパーウェルター級王座決定戦          |
| 22           | 2011年2月5日   | ☆    | 12R      | 判定3-0 | リゴベルト・アルバレス           | メキシコ       | WBA世界スーパーウェルター級タイトルマッチ              |
| 23           | 2011年6月11日  | ☆    | 12R      | 判定3-0 | デビッド・ロペス                 | メキシコ       | WBA防衛1                                               |
| 24           | 2011年11月11日 | ☆    | 6R 2:32  | TKO     | フランク・ロポルト               | オーストラリア | WBA防衛2                                               |
| 25           | 2012年6月2日   | ☆    | 12R      | 判定3-0 | デルビン・ロドリゲス             | ドミニカ共和国 | WBA防衛3                                               |
| 26           | 2012年12月1日  | ☆    | 12R      | 判定3-0 | ミゲール・コット                 | プエルトリコ   | WBA防衛4                                               |
| 27           | 2013年4月20日  | ★    | 12R      | 判定0-3 | サウル・アルバレス               | メキシコ       | WBA・WBC世界スーパーウェルター級王座統一戦 WBA王座陥落 |
| 28           | 2013年12月7日  | ★    | 12R      | 判定0-3 | エリスランディ・ララ             | キューバ       | WBA暫定・世界スーパーウェルター級タイトルマッチ        |
| 29           | 2014年8月22日  | ☆    | 10R      | 判定3-0 | ダニエル・ドーソン               | オーストラリア |                                                        |
| 30           | 2014年12月11日 | ☆    | 7R 終了  | TKO     | ルイス・グレハダ                 | メキシコ       |                                                        |
| 31           | 2015年5月9日   | ☆    | 7R 0:10  | TKO     | ルイス・ガラルサ                 | プエルトリコ   |                                                        |
| 32           | 2015年9月8日   | ☆    | 6R 3:00  | KO      | ジョーイ・エルナンデス           | アメリカ合衆国 |                                                        |
| 33           | 2016年5月21日  | ★    | 12R      | 判定0-3 | ジャーモール・チャーロ           | アメリカ合衆国 | IBF世界スーパーウェルター級タイトルマッチ              |
| 34           | 2017年10月14日 | ★    | 10R 終了 | TKO     | ジャレット・ハード               | アメリカ合衆国 | IBF世界スーパーウェルター級タイトルマッチ              |
| 35           | 2018年2月17日  | ☆    | 8R       | 判定3-0 | ファン・デル・アンヘル           | コロンビア     |                                                        |
| 36           | 2018年6月9日   | ★    | 12R      | 判定0-2 | ジャーメル・チャーロ             | アメリカ合衆国 | WBC世界スーパーウェルター級タイトルマッチ              |
| 37           | 2019年5月25日  | △    | 10R      | 判定1-1 | テレル・ガーシャ                 | アメリカ合衆国 |                                                        |
| 38           | 2020年2月1日   | ☆    | 2R 1:09  | TKO     | ロスベル・モントーヤ             | メキシコ       |                                                        |
| 39           | 2021年2月6日   | ☆    | 10R      | 判定3-0 | フアン・アルモンド・ガルシア     | メキシコ       |                                                        |
| 40           | 2021年8月13日  | ☆    | 10R      | 判定3-0 | アレハンドロ・ダビラ             | メキシコ       |                                                        |
| 41           | 2022年7月15日  | ☆    | 8R       | 判定2-0 | フローリン・カルドス             | ルーマニア     |                                                        |
| 42           | 2022年12月9日  | ☆    | 8R       | 判定3-0 | ホセ・サンチェス・チャールズ     | メキシコ       | テキサス州スーパーウェルター級王座決定戦               |
| 43           | 2023年10月14日 | ☆    | 8R       | 判定3-0 | オミール・ロドリゲス             | パナマ         |                                                        |
| テンプレート |                |      |          |         |                                  |                |                                                        |

### ベアナックル・ボクシング
| 勝敗 | 対戦相手             | 試合結果                        | 大会名                                                             | 開催年月日     |
| ○    | リカルド・フランコ   | 2分5R終了 判定3-0               | BKFC on DAZN: Tenaglia vs. Soto 【BKFCウェルター級タイトルマッチ】 | 2024年10月12日 |
| ○    | ルイス・パロミノ     | 2分5R終了 判定3-0               | BKFC 57 【BKFCウェルター級王座決定戦】                             | 2024年2月2日   |
| ○    | ディエゴ・サンチェス | 4R 1:44 TKO（ドクターストップ） | BKFC KnuckleMania 3                                                | 2023年2月17日  |

## 獲得タイトル
- WBAインターナショナルスーパーウェルター級王座
- WBAフェデラテンスーパーウェルター級王座
- WBCアメリカ大陸スーパーウェルター級王座
- WBA世界スーパーウェルター級レギュラー王座（防衛4）
- 第4代BKFCウェルター級王座